# Watervallen van de Zwalm
De watervallen van de Zwalm zijn enkele kunstmatige watervalletjes aan watermolens langsheen de Zwalm, een zijrivier van de Schelde. 
In de heuvelachtige Vlaamse Ardennen heeft de Zwalm over een relatief korte afstand een verval van ongeveer 60 meter. Van dit gegeven werd gebruikgemaakt om stuwen te bouwen en molens aan te drijven met waterkracht. Deze molens werden meestal gebruikt om graan te malen, maar hebben nu hun functie verloren. Aan deze molens is de stuw echter gebleven, maar is soms het molenrad verdwenen. Op deze plaatsen zijn zo dus watervalletjes ontstaan (max. 2 m hoog). Voorbeelden zijn te vinden aan de Zwalmmolen en de Ter Biestmolen.